# جان تیپتن
جان تیپتن (به انگلیسی: John Tipton) سناتور سابق عضو حزب دموکرات ایالات متحده آمریکا بود. وی در سال ۱۸۳۲ تا ۱۸۳۹ میلادی سناتور ایالت ایندیانا در سنای ایالات متحده آمریکا بود.